# تالار شهر سان فرانسیسکو
تالار شهر سان فرانسیسکو مقر دولت در شهر و شهرستان سانفرانسیسکو، کالیفرنیا است. این بنا که در سال ۱۹۱۵ در فضای باز خود در مرکز مدنی شهر بازگشایی شد، یک بنای یادبود به سبک هنرهای زیبا برای جنبش زیبایی شهر است که مظهر رنسانس آمریکایی از ۱۸۸۰ تا ۱۹۱۷ است. گنبد این سازه ۱۳ متر (۴۲ فوت) بلندتر از گنبد کنگره ایالات متحده است. ساختمان فعلی جایگزینی است برای تالار شهر قبلی که دو بلوک با ساختمان فعلی فاصله داشت و در جریان زلزلهٔ ۱۹۰۶ ویران شد.